# Les Chalesmes
Les Chalesmes ist eine Gemeinde im französischen Département Jura in der Region Bourgogne-Franche-Comté.

## Geographie
Les Chalesmes liegt auf 936 m, etwa elf Kilometer südöstlich der Stadt Champagnole (Luftlinie). Das Bauerndorf erstreckt sich im Jura, auf der Hochfläche südlich des Val de Sirod, am Nordwestfuß der Ketten der Haute Joux.
Die Fläche des 9,47 km² großen Gemeindegebiets umfasst einen Abschnitt des französischen Juras. Der Hauptteil des Gebietes wird von der Hochfläche von Les Chalesmes eingenommen, die durchschnittlich auf 900 m liegt. Sie senkt sich gegen Nordwesten allmählich zum Val de Sirod ab. Dieses Plateau zeigt ein lockeres Gefüge von Acker- und Wiesland sowie Wald. Es besitzt keine oberirdischen Fließgewässer, weil das Niederschlagswasser im verkarsteten Untergrund versickert. Nach Süden erstreckt sich das Gemeindeareal über einen steilen, teils von Felswänden durchzogenen Hang auf die Krete der Forêt de la Haute Joux, auf der mit 1113 m die höchste Erhebung von Les Chalesmes erreicht wird.
Die Gemeinde Les Chalesmes besteht aus mehreren Orten und Weilern, nämlich:
- Grand Chalesmes (936 m) auf einer Anhöhe am Fuß der Haute Joux
- Petit Chalesmes (899 m) am Rand einer Combe am Fuß der Haute Joux
- Sous Chalamet (872 m) auf der Hochfläche von Les Chalesmes

Nachbargemeinden von Les Chalesmes sind Sirod und Gillois im Norden, Bief-des-Maisons im Osten, Foncine-le-Haut und Les Planches-en-Montagne im Süden sowie Crans im Westen.

## Geschichte
Vermutlich bezeichnet die im 13. Jahrhundert erstmals urkundlich erwähnte Villa Calamoe den späteren Ort Chalesmes. Seit dem 17. Jahrhundert bildete Les Chalesmes eine eigene Pfarrei. Zusammen mit der Franche-Comté gelangte das Dorf mit dem Frieden von Nimwegen 1678 an Frankreich.

## Sehenswürdigkeiten
Im Weiler Petit Chalesmes steht die Kirche, die ursprünglich aus dem 13. Jahrhundert stammt und später, besonders im 15. Jahrhundert, umgestaltet wurde. Sie besitzt einen Glockenturm im gotischen Flamboyantstil; Chor und Portal sind vom ursprünglichen Bau erhalten.

## Bevölkerung
| Jahr                       | 1962 | 1968 | 1975 | 1982 | 1990 | 1999 | 2005 | 2017 |
| Einwohner                  | 110  | 116  | 96   | 88   | 78   | 90   | 88   | 96   |
| Quellen: Cassini und INSEE |      |      |      |      |      |      |      |      |

Mit 83 Einwohnern (Stand 1. Januar 2022) gehört Les Chalesmes zu den kleinsten Gemeinden des Départements Jura. Nachdem die Einwohnerzahl in der ersten Hälfte des 20. Jahrhunderts markant abgenommen hatte (1891 wurden noch 266 Personen gezählt), wurden seit Mitte der 1970er Jahre nur noch geringe Schwankungen verzeichnet.

## Wirtschaft und Infrastruktur
Les Chalesmes war bis weit ins 20. Jahrhundert hinein ein vorwiegend durch die Landwirtschaft, insbesondere Milchwirtschaft und Viehzucht geprägtes Dorf. Noch heute leben die Bewohner zur Hauptsache von der Tätigkeit im ersten Sektor. Außerhalb des primären Sektors gibt es nur wenige Arbeitsplätze im Dorf. Einige Erwerbstätige sind auch Wegpendler, die in den umliegenden größeren Ortschaften ihrer Arbeit nachgehen.
Die Ortschaft liegt abseits der größeren Durchgangsstraßen an einer Departementsstraße, die von Nozeroy nach Les Planches-en-Montagne führt.